# Svart islandslav
Svart islandslav (Cetraria nigricans) är en lavart som beskrevs av William Nylander. 
Svart islandslav ingår i släktet Cetraria och familjen Parmeliaceae. Arten är reproducerande i Sverige.